# .htaccess
.htaccess är en konfigureringsfil som innehåller instruktioner till webbservern Apache HTTP Server som berättar hur webbsidor ska visas. 
Vanliga användningsområden är:
- Skriva om URL:er
- Blockera vissa IP-adresser
- Inkludera vissa filer på servern
- Kontrollera cachen
- Komprimera svaret från servern[1]

## När man inte bör använda .htaccess[1]
Man bör se till att .htaccess-filen inte blir för stor. Man bör därför lägga generella instruktioner i httpd.conf. Man bör också använda flera .htaccess-filer om möjligt. Om regler endast gäller en viss mapp så bör man lägga en ny .htaccess-fil i den mappen. Då läses reglerna bara in då de ska användas. 

## Exempel

### Redirect till non-www
```
#Redirect from www to non-www
RewriteCond %{HTTP_HOST} ^www\.exempel\.se [NC]
RewriteRule (.*) 
http://exempel.se
/$1 [R=301,L] 
```

### Speciella felsidor
```
# Customized server error messages:
ErrorDocument 404 /error404.php
ErrorDocument 403 /error403.php
```